# Wimmer-Weißzahnspitzmaus
Die Wimmer-Weißzahnspitzmaus oder Wimmers Spitzmaus (Crocidura wimmeri) ist eine seltene Spitzmausart aus der Gattung der Weißzahnspitzmäuse (Crocidura). Sie kommt in der Elfenbeinküste in Westafrika vor und zählt dort zu den zehn am stärksten gefährdeten Wirbeltierarten. Der Artname bezieht sich auf Eugène Wimmer, einen ehemaligen Schweizer Konsul in der Elfenbeinküste.

## Merkmale
Die Wimmer-Weißzahnspitzmaus ähnelt in ihrer Erscheinung sowie in Schädel- und Gebisseigenschaften der Nimba-Spitzmaus (Crocidura nimbae), der Fox-Moschusspitzmaus (Crocidura foxi) und der Nigeria-Moschusspitzmaus (Crocidura nigeriae), unterscheidet sich jedoch von den vorgenannten Arten in Details der Schädel- und Zahnstruktur. Größenangaben sind nur von zwei männlichen Typusexemplaren bekannt, die 1958 von Henri Heim de Balsac und Villy Aellen beschrieben wurden. Die beiden Exemplare haben eine Kopf-Rumpf-Länge von 80 bzw. 90 mm und eine Schwanzlänge von je 57 mm. Die Hinterfußlänge beträgt bei beiden Exemplaren je 17 mm. Die Ohrenlänge ist nicht bekannt. Die gesamte Länge der oberen Zahnreihe vom ersten Schneidezahn bis zum dritten Mahlzahn beträgt 12 bzw. 11,3 mm. Die Schädelbreite beträgt 9,5 mm beim ersten Exemplar und 10,0 mm beim zweiten. Die Schädellänge liegt bei 25 mm beziehungsweise bei 24 mm. Der Karyotyp beträgt 2n=50, FN=84. Das Rückenfell ist dunkel aschgrau bis braun, das Bauchfell ist heller. Der relativ lange Schwanz ist unbehaart. Der Schädel ist verlängert, der Gesichtsbereich ist gut entwickelt und die Kinnbacken sind breit.

## Lautäußerungen
Die Wimmer-Weißzahnspitzmaus unterscheidet sich von den meisten anderen westafrikanischen Spitzmausarten durch ihren Abwehrruf, der eine durchschnittliche Dauer von 217 Millisekunden aufweist und bei einer Frequenz von 11,7 bis 15,0 kHz wiedergegeben wird.

## Lebensraum und Lebensweise
Die Wimmer-Weißzahnspitzmaus bewohnt Primärwälder, Sekundärwälder und feuchte Sumpfwälder in Küstennähe. Die Art ist nachtaktiv. Durch eine von Peter Vogel Mitte der 1970er Jahre durchgeführte Studie an in menschlicher Obhut gehaltenen Exemplaren wurde festgestellt, dass die Tiere 340 min verteilt auf 22 Phasen pro Tag aktiv waren. Davon entfielen 6 bis 45 min auf die Nachtstunden, aber nur 0 bis 4 min auf die Tagstunden. Der Energieverbrauch bei einem Exemplar mit einem Gewicht von 23,5 g betrug 1,9 Kilojoule pro Gramm und Stunde.

## Status

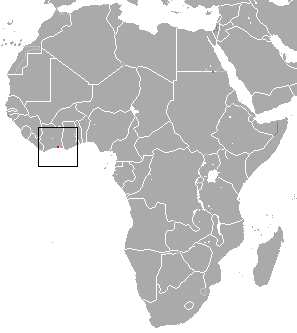
Verbreitungsgebiet der Wimmer-Weißzahnspitzmaus

Die Wimmer-Weißzahnspitzmaus wird von der IUCN in die Kategorie „vom Aussterben bedroht“ (critically endangered) gelistet. Sie war ursprünglich nur von Adiopodoumé im Süden der Elfenbeinküste bekannt, wo sie 1976 zuletzt gesichtet wurde. Anschließend wurde das Aussterben dieser Art vermutet, bis Anfang 2008 vier Exemplare im Banco National Park wiederentdeckt wurden. In der terra typica hat die Lebensraumverschlechterung durch Holzeinschlag zum Verschwinden der Wimmer-Weißzahnspitzmaus beigetragen.